# 30 Days Until I’m Famous – In 30 Tagen berühmt
30 Days Until I’m Famous – In 30 Tagen berühmt ist eine US-amerikanisch-argentinische romantische Filmkomödie aus dem Jahr 2004. Der Fernsehfilm wurde von der Regisseurin Gabriela Tagliavini inszeniert.

## Handlung
Die Latina Maggie Moreno mit mexikanisch-argentinischen Wurzeln ist Paketbotin in Los Angeles und beliefert gerade ein Musikproduktionsunternehmen. Dort arbeitet der Agent Cole Thompson, der fest davon überzeugt ist, befördert zu werden. Doch sein Chef Barry Davis teilt ihm mit, dass sein Kollege Austin befördert wird, der soeben den kommenden Popstar Daisy Fresh entdeckt hat. Barry gibt ihm jedoch die Möglichkeit, die Beförderung doch noch zu erhalten. Dafür muss er eine Frau, die Barry beliebig aussucht, innerhalb von vier Wochen zum Star machen und Daisy Fresh den Rang ablaufen. Schafft er es nicht, verliert er seinen Job. Die Wahl fällt auf Maggie.
Cole läuft Maggie hinterher, versucht sie anzuwerben und bietet ihr 40.000 $, die sie aber dankend ablehnt. Er steckt ihr dennoch eine Visitenkarte zu. Abends gewährt ihr der Vermieter eine letzte Frist bis zum nächsten Tag, um die ausstehende Miete zu bezahlen. Verzweifelt entscheidet sie sich, das Angebot anzunehmen, und sucht Coles Büro auf. Sie unterschreibt den Vertrag und muss zur Vorbereitung künftig in Coles Haus wohnen.
Dort trifft sie auf Lupe Horowitz, eine Latino-Trainerin zur Verbesserung der kulturellen Identität. Nach äußerst unbeholfenen Anfängen auf Stöckelschuhen und im lateinamerikanischen Tanz verbessert sich Maggie täglich. Allmählich fällt Cole auf, wie schön Maggie wirklich ist. Währenddessen wird Daisy Fresh von Austin auf Sexappeal mittels äußerst kurzer Röcke getrimmt. Ihre schlechte Stimme wird künstlich verbessert. Maggie muss hingegen den typischen Latino-Akzent antrainieren. Sie muss immer mehr ihrer eigenen Identität aufgeben. Im Tonstudio zeigt sie eine überraschend gute Vorstellung. Sie bekommt nun den Künstlernamen Solita.
Bei einem gemeinsamen Besuch der VH1-Party zusammen mit Cole macht Maggie eine hervorragende Figur und raubt mit ihrem Äußeren allen den Atem. Nach der Party kommen beide sich auch körperlich näher und schlafen miteinander. Als nach drei Wochen zur Probe ein Wettbewerb zwischen Solita und Daisy mit Playback stattfindet, bemerkt Maggie, dass sie nicht sie selbst ist und nicht in diese Welt gehört. Zudem erfährt sie, dass Barry und nicht Cole sie ausgewählt hat und es sich um eine Wette handelt. Sie fragt sich, ob Cole mit Maggie oder Solita geschlafen hat. Tief enttäuscht bricht sie das Abenteuer ab.
Doch Maggie hat sich in Cole verliebt und taucht zum abschließenden Wettbewerb auf, allerdings als Maggie Moreno, in ihrer eigenen Kleidung und mit ihrem eigenen Lied. Sie singt live über das Erlebte in den letzten Wochen und dass sie kein übermenschliches Wesen, sondern sie selbst ist. Die wunderschöne Ballade berührt Cole sehr. Einige Momente später kündigt er im Gespräch mit Barry seinen Job. Am nächsten Tag besucht er Maggie, er sonst immer im Anzug, nun in lässiger Kleidung. Sie gibt ihm fünf Sekunden, sie zu küssen. Cole zögert nicht.

## Kritik
„Mediensatirische Komödie, die sich augenzwinkernd mit den vermeintlichen Gegebenheiten des Pop-Geschäfts auseinandersetzt. Die Lernziele der Umerziehung erinnern an den ‚Pygmalion‘-Stoff unter umgekehrten Vorzeichen.“

„Der junge Indiana Jones Sean Patrick Flanery überagiert auf das hemmungsloseste (sogar Udo Kier muss staunen), doch Camille Guaty, die Junior-Antwort auf Salma Hayek, gleicht solche lässlichen Mängel mit jeder Menge Talent und natürlichem Charme im Nu aus in dieser sympathischen Popstar-Variante des ‚My Fair Lady‘-/Pygmalion-Motivs. Kein platter Prinzessinnenschmalz, sondern eine handfest-patente, satirisch unterminierte Komödie über ethnische Besonderheiten, jugendliche Selbstfindung und die Mechanismen des Musikmarktes.“